# Алта (Флорида)
Алта (енгл. Altha) град је у америчкој савезној држави Флорида. По попису становништва из 2010. у њему је живело 536 становника.

## Демографија
Према попису становништва из 2010. у граду је живело 536 становника, што је 30 (5,9%) становника више него 2000. године.
| Група             | 2000.       | 2010.       |
| Белци             | 469 (92,7%) | 495 (92,4%) |
| Афроамериканци    | 1 (0,2%)    | 7 (1,3%)    |
| Азијати           | 1 (0,2%)    | 1 (0,2%)    |
| Хиспаноамериканци | 30 (5,9%)   | 26 (4,9%)   |
| Укупно            | 506         | 536         |